# 新炭里站
新炭里站（：／ Sintanni yeok */?）是位于韩国京畿道涟川郡新西面大光里的一个车站，属于京元线。

## 車站結構
1面2線島式月台的地面車站。

### 月台配置
| ↑大光里   |
| 月台 \|   |
| 白馬高地↓ |

| 月台 | 路線   | 類別               | 目的地                     |
| ---- | ------ | ------------------ | -------------------------- |
| 月台 | 京元線 | 通勤列車、和平列车 | 白馬高地、東豆川、首爾方向 |

## 历史
- 1942年12月1日：新炭里號誌站啟用。
- 1954年7月1日：號誌站升格為普通站。
- 1955年8月10日：本站列車復駛。
- 1961年12月30日：現今站舍完工。
- 1971年11月3日：在車站北側設立鐵道中斷點標誌。
- 1991年9月1日：行李房業務停止。
- 1994年1月11日：貨運業務停止。
- 2011年7月28日：受到韓國中部集中暴雨影響，本站線路流失而營業中斷。
- 2012年3月21日：哨城鐵橋完工，通勤列車復駛，同時列車減少為一天來回六班。
- 2012年7月1日：列車增班為一天來回12班。
- 2012年8月1日：京元線通勤列車三輛運行。
- 2012年11月20日：本站至白馬高地站通車，原本站北側之鐵道中斷點取消標誌。
- 2014年4月14日：列車減班為一天來回11班。
- 2014年8月1日：和平列車(DMZ-Train)運行開始。
- 2016年12月9日：通勤列車班次調整(平日來回11班，週末/公休日來回九班)。

## 车站周边
- 高台山
- 站房冰柱
- 大光2里 村落會館
- 漣川郡 學生露營場

## 聯外運輸(巴士)
- 39-2 (往東豆川站)

## 相鄰車站
韓國鐵道公社
京元線
大光里－新炭里－白馬高地